# مقاطعة كستير (مونتانا)
مقاطعة كستير (بالإنجليزية: Custer County)‏ هي إحدى مقاطعات ولاية مونتانا في الولايات المتحدة الأمريكية.